# Professor Mike Donovan
Professor Mike Donovan est un boxeur américain combattant à mains nues né le 27 septembre 1847 à Chicago, Illinois, et mort le 24 mars 1918.

## Carrière
Hauteur d'une carrière professionnelle qui s'étend de 1866 à 1891, Donovan doit son surnom de professeur au fait qu'il a mis en avant une approche scientifique de la boxe et qu'il est devenu instructeur au New York Athletic Club. Il a battu notamment William McClellan, George Rooke, Edward McGlinchey, Walter Watson, Mike Conroy et John Boyne et a fait également match nul contre McClellan, McGlinchey, Jack (Nonpareil) Dempsey, Tommy Chandler, Jimmy Murray et Jack Davis.

## Distinction
- Professor Mike Donovan est membre de l'International Boxing Hall of Fame depuis 1998[1].